# Adranos

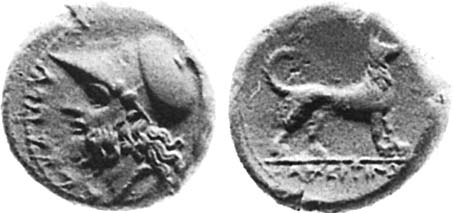
Monnaie d'ancienne Sicile : à l'avers, Adranos; au revers, un chien (275 à 250 av. J.-C).

Adranos ou Adranus (en grec ancien Ἀδρανός) était un dieu du feu adoré par les Sicules, une ancienne population de Sicile. 
Son nom pourrait avoir la même origine que le latin ardere (« brûler »)  ou ater (« sombre »).
Son culte a eu lieu sur toute l'île, mais plus particulièrement dans la ville d'Adranon, l'Adrano moderne, près du mont Etna,. Selon Élien, environ un millier de chiens sacrés étaient gardés près de son temple dans cette ville. 
Selon Hésychios, Adranos aurait été le père des Paliques, nés de la nymphe Thalie.
Adranos lui-même aurait vécu sous le mont Etna, avant d'en être chassé par le dieu grec Héphaïstos (Vulcain pour les romains), auquel les Grecs l'ont assimilé.